# Нов живот (1908)
„Нов живот“ (изписване до 1945 година: Новъ животъ) с подзаглавие Вестник за политика, наука и литература е български вестник, излязал в един брой на 13 август 1908 година в османската столица Цариград.
След Младотурската революция от юли 1908 година, просветният деец Анастас Наумов решава да издава вестник за българите в Османската империя. На вестника е отбязано, че излиза в понеделник, сряда и събота. Цената е 20 пари, а абонаментът 3 меджидиета. Печата се в печатница Карекин Багдадлиан.
Вестникът е политически и информационен. Подкрепя новата младотурска власт. Спира поради липса на добра българска печатница в Цариград.
| Годишнина | Броеве | Дата           |
| --------- | ------ | -------------- |
| I         | 1      | 13 август 1909 |